# Quatro Apóstolos (Dürer)
Quatro Apóstolos é um díptico de pinturas a óleo sobre madeira de tília pintado em 1526 pelo pintor alemão Albrecht Dürer e que se encontra presentemente na Antiga Pinacoteca, em Munique.
Apesar do seu título tradicional, a obra representa dois pares de santos, pois um dos santos não foi apóstolo, estando representados, a partir da esquerda, São João Evangelista, São Pedro, São Marcos (que não foi apóstolo) e São Paulo.
Incluindo-se nas obras mais portentosas de Dürer, foi também a sua última pintura, pois morreu em 1528, sendo como que um seu testamento espiritual.

## História
Em plena época luterana, houve uma redução drástica de encomendas de pinturas pois os artistas foram acusados de alimentar a idolatria. Talvez para se defender dessas acusações, em 1526, Dürer pintou os dois painéis monumentais, verdadeiros símbolos da virtude cristã, que doou à prefeitura da sua cidade de Nuremberga. As pinturas ficaram expostas no Regimensstube (salão principal) da prefeitura, o salão que mais tarde se tornou uma espécie de galeria de arte. A título honorífico (pois a obra não foi encomendada), o artista recebeu por estas pinturas um prémio de 100 florins.
Representando João Evangelista, Pedro, Marcos (que não era um apóstolo) e Paulo, a partir de 1538 os dois painéis passaram a ser conhecidas como Quatro Apóstolos quando um artista local recebeu a tarefa de dourar as molduras.

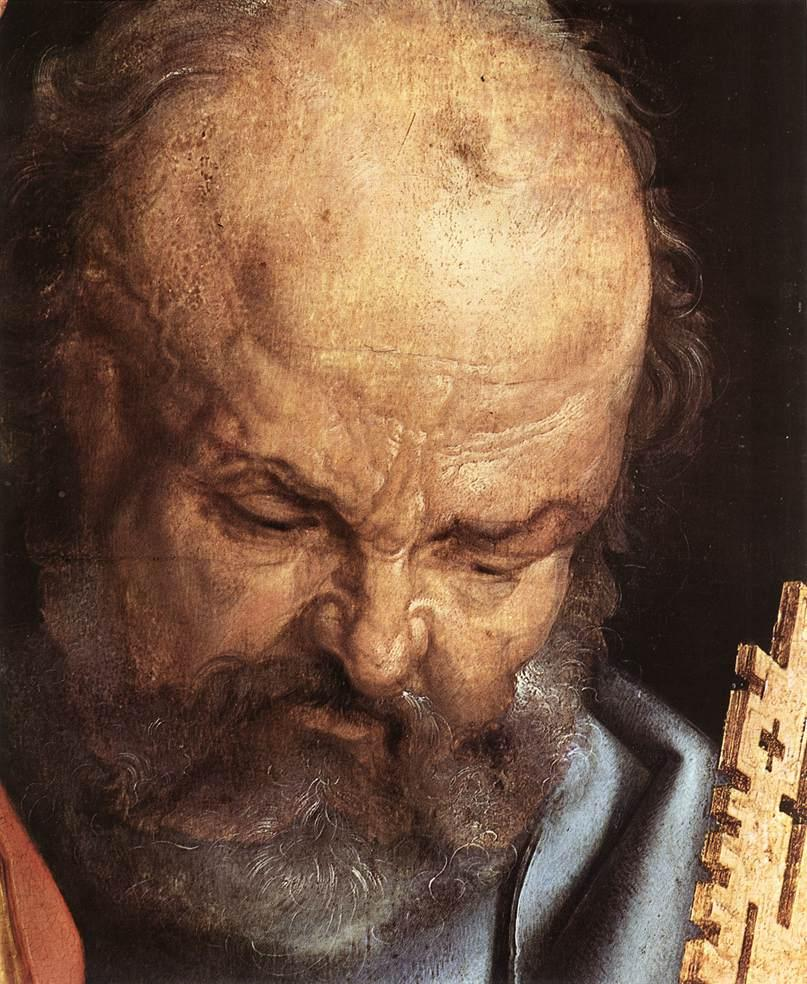
Pedro (detalhe)

Aos dois painéis foram juntas, em baixo, duas longas inscrições de conteúdo moral transcritas pelo calígrafo Johann Neudorfer que foram retiradas em 1627 quando as pinturas foram transferidas para Munique, por iniciativa de Maximiliano I da Baviera. Em compensação, foram pintadas para a prefeitura de Nuremberga cópias das duas pinturas, às quais foram anexadas as inscrições originais, cujo conteúdo era considerado herético e prejudicial à posição do governante católico da Baviera. Só em 1922 as inscrições foram de novo juntas às pinturas originais.
Há desenhos preparatórios das cabeças dos Santos em Berlim e Bayonne.

## Descrição e estilo

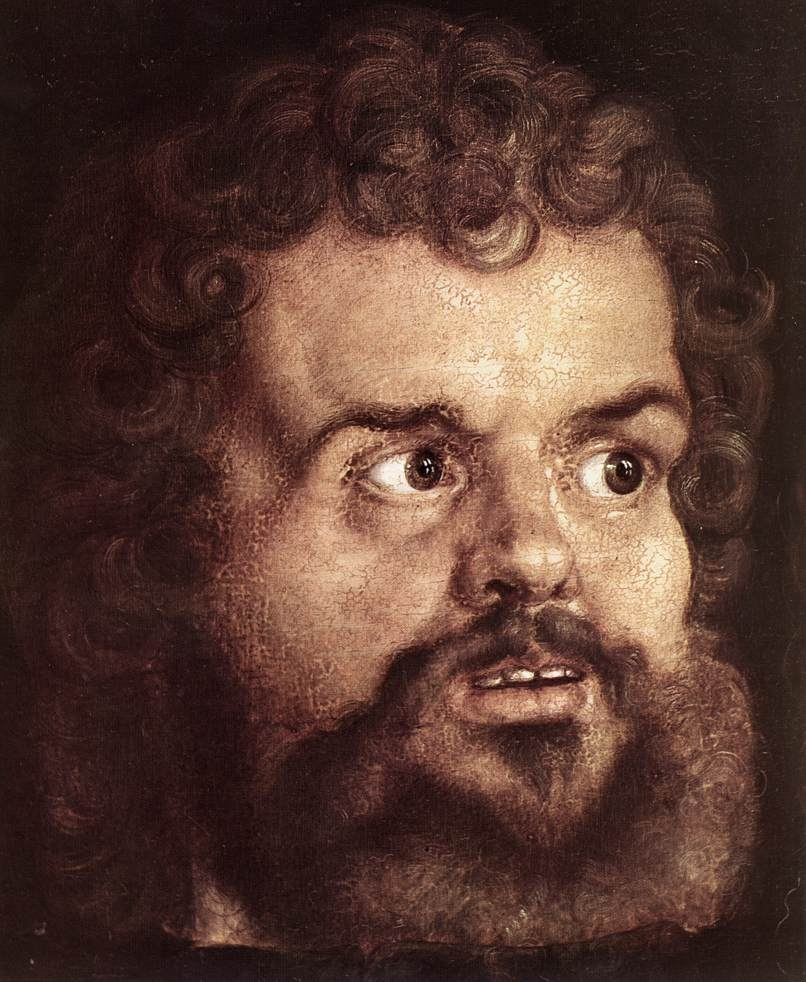
Marco (detalhe)

O primeiro painel mostra João Evangelista em primeiro plano com um amplo manto vermelho que ocupa a maior parte da área pintada lendo um livro, o seu Evangelho, enquanto ao lado dele, em segundo plano, se vê a cabeça de Pedro que segura as grandes chaves do Paraíso concentrando-se também na leitura do mesmo livro.
O outro painel mostra Paulo vestido de branco segurando com uma mão um grosso livro fechado encadernado a couro e com a outra mão a sua espada, um seu atributo típico, enquanto ao lado dele, também em segundo plano, emerge da escuridão a cabeça de Marcos que segurando um rolo de pergaminho. Todas as figuras são ligeiramente maiores que as naturais.
Para a monumentalidade das figuras parece haver reminiscências do período veneziano de Dürer, sobretudo a postura das figuras em Giovanni Bellini, dada a semelhança com os painéis laterais do Tríptico dos Frari. Por isto, foi também equacionado se os dois painéis de Dürer se destinariam originalmente a um tríptico que não foi completado, hipótese que não tem qualquer outro fundamento. De fato, foram concebidos e completados por Dürer como os vemos no presente, o que foi também confirmado por uma análise técnica realizada em 1960.
Esta obra é um testemunho da espiritualidade amadurecida com a reforma luterana e o auge da sua pesquisa pictórica em busca da beleza expressiva e da precisão da representação da pessoa humana e da representação perspéctica do espaço. Não faltam referências filosóficas e simbólicas mais profundas, como a referência aos quatro temperamentos da teoria humoral, como foi descrito pelo próprio calígrafo Neudorfer, em 1546: o melancólico (João), o sanguíneo (Pedro), o fleumático (Marcos) e o colérico (Paulo).

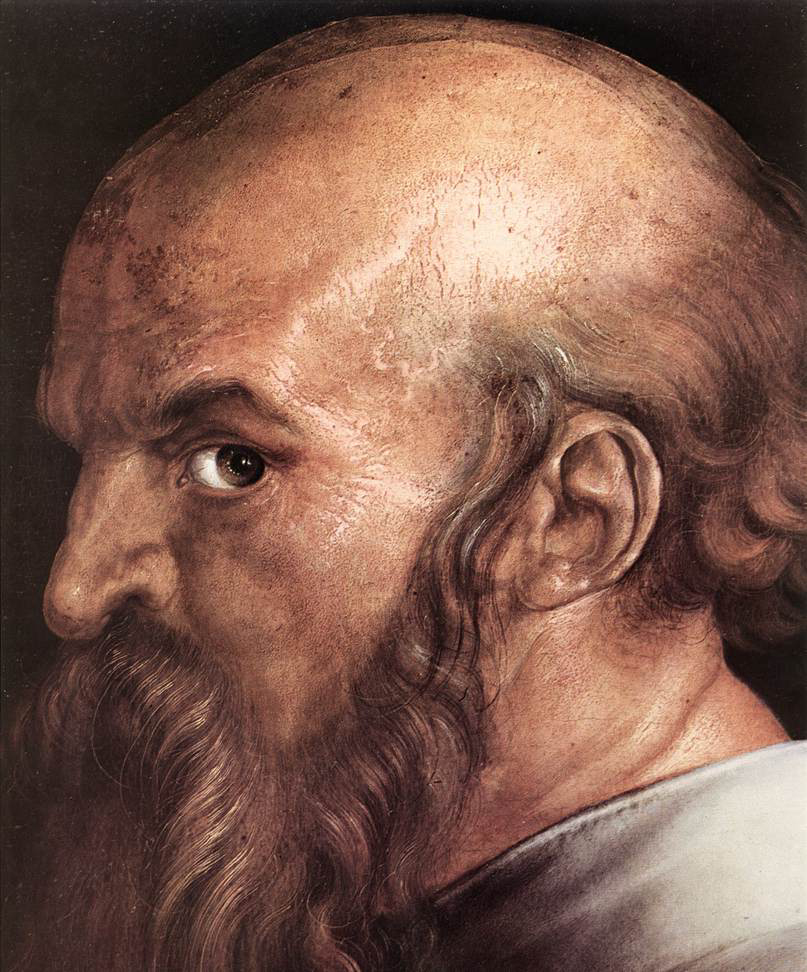
Paulo (detalhe)

As inscrições contêm passagens bíblicas da tradução de Martinho Lutero publicada em 1522. A primeira linha das inscrições de ambos os painéis contém referências ao Apocalipse de João (22:18 ss.), mas as seguintes correspondem a uma reprovação dos poderes seculares, culpados de terem esquecido a palavra divina. Além disso, está escrito que todos deveriam seguir o exemplo destes "quatro homens excelentes", um pouco como o que acontecia nas representações simbólicas das prefeituras italianas pintadas para inspirar os magistrados municipais.